# Máriatövis
A máriatövis, népies nevén őszbogáncs, szamárkóró, vagy boldogasszony tövise (Silybum marianum) az őszirózsafélék családjába tartozó növényfaj. A máriatövis mediterrán térségből származik, de világszerte termesztett növény. Gyógyászati célokra a termését hasznosítják, mely nagy mennyiségű olajat és fehérjét tartalmaz.

## Jellemzése

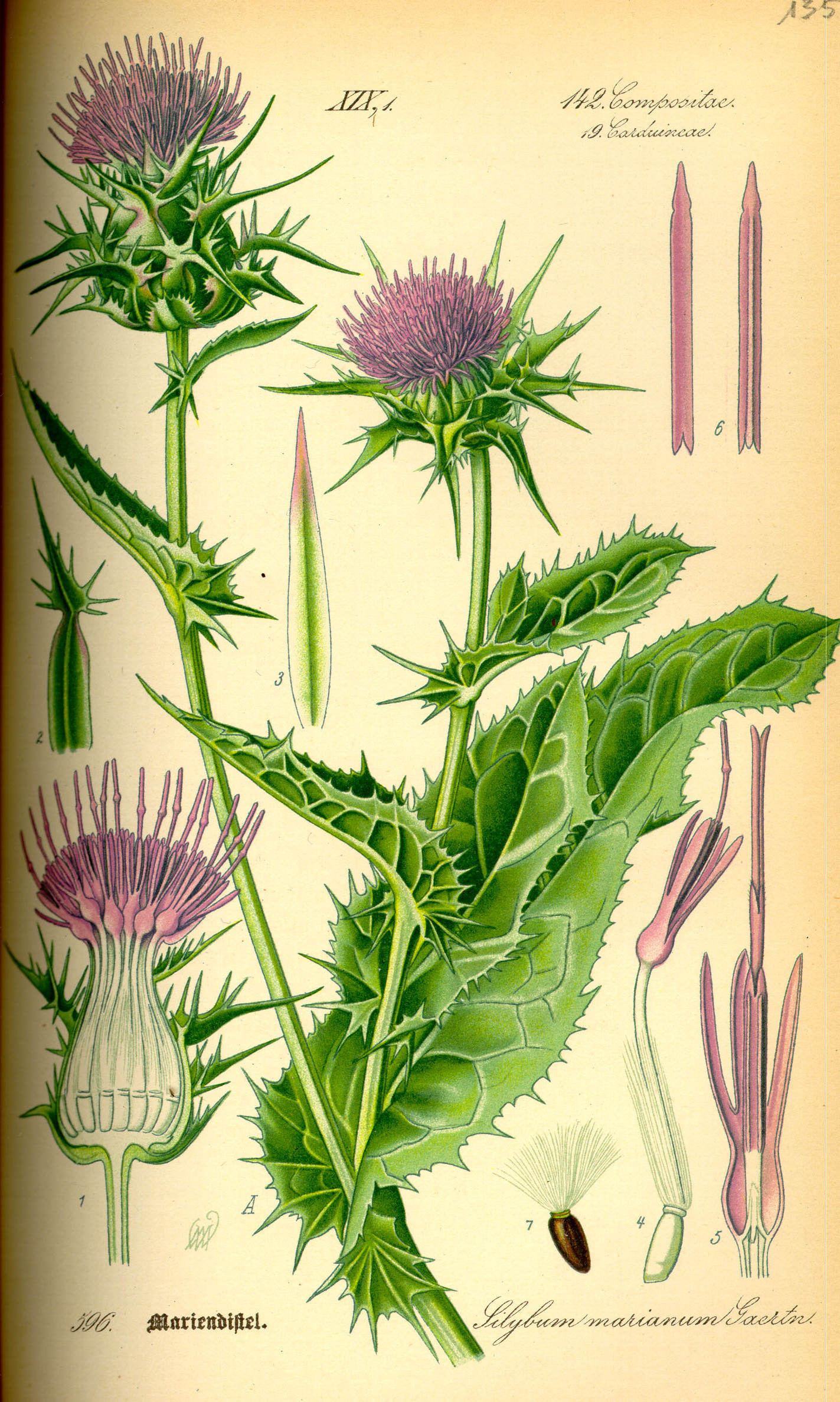
A máriatövis részei

0,6-1,7 méter magas, gyakran telepekben növő, lágy szárú növény, vaskos szára felálló, elágazó. Zöld leveleinek erezetét klorofillmentes levélszövet szegélyezi, ezért a levelek márványozottnak látszanak. Fészkes virágzatában bíborszínű, ritkán fehér virágai a szár csúcsán egyesével állnak, külső fészekpikkelyei erős, kemény tövisekben végződnek. Bóbitás kaszattermése tojásdad alakú.

## Hatóanyag
A máriatövis nagy mennyiségben tartalmaz olajat és fehérjét, viszont gyógyászati szempontból a szilimarinnak nevezett vegyületkeverék jelentős, mely a maghéjban található és pontosan szilibinint, szilikrisztint, szilidianint és izoszilibinint tartalmaz.

## Mellékhatások
Napi 1500 mg-nál több szilimarin hashajtó hatású lehet, illetve megjelenhetnek enyhe allergiás reakciók is.

## Etimológia
A máriatövist más néven Mária tövises tejének is hívják. Ennek egy régi monda az alapja, mely szerint Mária menekülni kényszerült Jézussal, és futtában gyorsan megszoptatta, majd miután végzett, egy csepp tej hullott az egyik közeli virágra. Ebből lett a máriatövis.